# Spencer Tunick
Spencer Tunick (født 1. januar 1967) er en amerikansk fotograf, der ofte bruger nøgenhed i sine billeder og har været nyskabende inden for stilarten stilleben med sin store opsætninger af nøgne mennesker.

## Spencer Tunicks historie
Tunick er født i byen Middletown i den amerikanske delstat New York. Han har studeret og har herigennem modtaget en bachelor i kunst fra Emerson College i 1988. 
I 1986 besøgte han London, hvor han tog billeder af en nøgen person ved et busstoppested og flere serier af nøgenhed, ved 
elementærskolen Alleyn's School.
I 1992 begyndte Tunick mere systematisk at fotografere og filme nøgenhed i mere offentlige rum, især i byen New York. Disse tidlige værker fokuserede mere på individets nøgenhed og nøgenhed i små grupper og værkerne er væsentligt mere intime, end de værker med tusinder af nøgne mennesker der har gjort ham berømt.

Tunicks fotografier blev hurtige populære og han begyndt at tage billeder i andre amerikanske stater.
I 1994 havde Tunick organiseret og fotograferet over 65 midlertidige installationer, såvel i som udenfor USA. 
I august 1997, fotograferede Tunick den første store gruppe af nøgne mennesker, ved festivallen The Great Went i Maine.
I juni 2003 fotograferede han over 7.000 nøgne personer i Barcelona og 26. juni 2004 gennemførte han sin hidtil største installation i USA, i Cleveland, hvor 2.754 personer deltog. I august 2004 deltog 1.800 mennesker i byen Buffalo's hovedbanegård.
Den 17. juli 2005 fik han 1.700 til at deltage i en installation i Newcastle, der blandt indeholdte den berømte Gateshead Millennium Bridge. 11. september 2005, var der 1.493 nøgne mennesker i Lyon ved bredden af Rhône, ved fodgængerbroer og mellem containere. Den 19. marts 2006, fotograferede Tunick 1.500 nøgne mennesker i Caracas, med folk i mange forskellige positurer ved siden af en statue af Simon Bolivar.
6. maj 2007 satte Tunick ny rekord med over 18.000 nøgne deltagere i Mexico Citys bymidte  og næsten tredoblede den hidtidige rekord fra juni 2003. Både mænd og kvinder af alle aldre stod, lå, kravlede, knælede eller på anden vis poserede for Tunicks objektiver. Da Tunick kun kunne fotografere fra bygninger, bygninger i nord, syd og øst enten var statslige bygninger eller religiøse bygninger, måtte han nøjes med at fotografere fra bygninger der lå mod vest. Af hensyn til lyset var der derfor travlhed omkring solnedgang for at undgå at få modlys.
I 2007 blev Tunick engageret af det hollandske turistråd Dream Amsterdam Foundation til at realisere et kunstnerisk event dream amsterdam. Den 15. april 2007 udførte Tunick derfor en installation på en tulipanmark i Schermerhorn og 3. juni installations med over 2000 deltagere i et parkeringshus i Amsterdam og følgende, en installation med 250 kvinder på cykler over en bro samt 250 mænd på en tankstation. Den endelige installation i Amsterdam blev lavet med cirka 400 udvalgte mennesker ved en lille kanal, Leliegracht, hvor en særlig bro var blevet konstrueret for at skabe en illusion af at folk flød over vandene. 
Den 18. august 2007, tiltrak Spencer Tunick flere hundrede nøgne personer, der deltog i en levende skulptur på Aletsch gletsjeren, i en installation der havde til formål at skabe opmærksomhed om global opvarmning. Temperaturen var ca. 10°C, men alligevel deltog over 600 frivillige mennesker, blandt andet på opfordring fra Greenpeace, på den langsomt indsvindende gletsjer

## Kunstneren
Spencer Tunick har fotograferet folk i Brügge, Buenos Aires, Buffalo, Lissabon, London, Lyon, Melbourne, Montreal, Rom, San Sebastián, São Paulo, Caracas, Newcastle/Gateshead, Vienna, Düsseldorf, Helsinki, Santiago, Mexico City og Amsterdam.
Hans alt dominerende stil er installationer af mange nøgne personer i kunstneriske poseringer, hvor fokus bliver trukket fra individernes nøgenhed, til komplekse formationer, bl.a. ved brug af mange og tæt placerede nøgne personer i befolkede områder. Han har desuden lavet nogle installationer i både skove og på strande ("Beyond The City") og fotograferer også lejlighedsvis individer og små grupper i nøgenhed.
| Citat          | A body is a living empathy. It represents life, freedom, sensuality, and it is a mechanism to carry out our thoughts. A body is always beautiful to me. It depends on the individual work and what I do with it and what kind of idea lies behind it - if age matters or not. But in my group works, the only difference is how far people can go if it rains, snows etc | Citat |
| Spencer Tunick | |       |

Siden 1992, har Tunick været arresteret 5 gange, for sine arbejder i det offentlige rum i New York. I alle tilfælde er anklagerne blevet droppet kort tid efter.
Tunick har medvirket og instrueret tre dokumentarfilm for filmselskabet HBO: "Naked States", "Naked World" og "Positively Naked".
Alle Tunicks modeller er frivillige og som påskønnelse for deres indsats, modtager de et foto, i en udgave og et oplag der er begrænset til deltagerne.
| Citat | Jeg har læst i et gammelt interview med Spencer Tunick, at mænd sjældent får erektion under nøgenseancerne. Jeg tror ham gerne. Jeg kunne have spist en hel pakke Viagra uden at få nogen som helst seksuel reaktion under de her forhold | Citat |
| Dagbladet Politikens journalist Jens Lenler, der deltog under installationen i parkeringshuset i Amsterdam | |       |

## Galleri
- Nøgenfotografering i Amsterdam
- Nøgeninstallation ved Eastnor Castle

## Eksterne links
- Spencer Tunick – det officielle Spencer Tunick website
- blogspot.com: Spencer Tunick Arkiveret 8. juli 2007 hos  Wayback Machine
- Galleri I-20 – det officielle Spencer Tunick galleri i New York
- 'Spencer Tunick: about art and transgression'